# William Franck
Pour les personnes ayant le même patronyme, voir Franck.
William Franck est un œnologue du début du XIXe siècle.
Son traité œnologique est la "première bible" du Bordelais. Elle sera rééditée en 1845, 1858, 1860, 1864, 1867, 1868, et 1871. 

## Publications
- Traité sur les vins du Médoc et les autres vins rouges et blancs du département de la Gironde..., Bordeaux, Chaumas, 1845, 356 p. (lire en ligne)  Il contient la première classification des vins par communes. Tableau des prix des vins de 1782 à 1824.